# 충청남도의 문화재자료 (제301호 ~ 제400호)
충청남도 문화재자료는 문화재자료 중에서 충청남도 내에 있는 문화재자료를 의미한다.

## 지정목록

### 제301호 ~ 제400호
| 번호  | 사진               | 명칭                                                      | 소재지                                           | 관리자 (단체)               | 지정일                                                                     | 참조 |
| 301호 |                    | 귀암사 (龜岩祠)                                           | 충남 금산군 부리면 평촌리 422                    | 양희찬                      | 1988년 8월 30일 지정                                                       |      |
| 302호 | .                  | 이유태선생유고 (李惟泰先生遺稿)                           | 충남 공주시 상왕동 302                           | 공주대학교박물관            | 1988년 8월 30일 지정                                                       |      |
| 303호 |                    | 율리사 (栗里祠)                                           | 충남 서천군 비인면 율리 193                      | 평산신씨종중                | 1988년 8월 30일 지정                                                       |      |
| 304호 |                    | 편무성가옥 (片戊成家屋)                                   | 충남 보령시 천북면 신죽리 401                    | 편무성                      | 1988년 8월 30일 지정                                                       |      |
| 305호 |                    | 덕림병사 (德林丙舍)                                       | 충남 부여군 장암면 점상리 730                    | 강신동                      | 1988년 8월 30일 지정                                                       |      |
| 306호 |                    | 결성동헌 (結城東軒)                                       | 충남 홍성군 결성면 읍내리 279-3                  | 홍성군                      | 1989년 4월 20일 지정                                                       |      |
| 307호 |                    | 모선재 (摹先齋)                                           | 충남 논산시 연산면 고정리 293                    | 김선경                      | 1989년 4월 20일 지정                                                       |      |
| 308호 |                    | 모원재 (摹遠齋)                                           | 충남 계룡시 두마면 왕대2길 6-4 (왕대리)          | 김선경                      | 1989년 4월 20일 지정                                                       |      |
| 309호 |                    | 백파선생영당 (白坡先生影堂)                               | 충남 논산시 벌곡면 조령리 256                    | 이원순                      | 1989년 4월 20일, 1997년 12월 23일 해제, 충남 문화재자료 제396호로 재지정   |      |
| 310호 |                    | 홍가신선생교지 (洪可臣先生敎旨)                           | 충남 아산시 염치면 대동리                        | 홍사갑                      | 1989년 4월 20일 지정, 2011년 7월 20일 해제, 충남 유형문화재 제219호로 지정 |      |
| 311호 |                    | 창녕성씨종중문서 (昌寧成氏宗中文書)                       | 충남 아산시 배방면 중리 179                      | 성기만                      | 1989년 4월 20일 지정                                                       |      |
| 312호 |                    | 필경사 (筆耕舍)                                           | 충남 당진시 송악면 부곡리 189                    | 심재영                      | 1989년 4월 20일 지정, 1997년 12월 23일 해제, 충남 기념물 제107호로 재지정  |      |
| 313호 |                    | 이의무신도비 (李宜茂神道碑)                               | 충남 당진시 송산면 도문리 산78-1                 | 이경렬                      | 1989년 12월 29일 지정, 2010년 12월 30일 해제, 충남 기념물 제185호로 재지정 |      |
| 314호 |                    | 온양어의정 (溫陽御醫井)                                   | 충남 아산시 용화동 283-3                         | 아산시                      | 1989년 12월 29일 지정                                                      |      |
| 315호 |                    | 태안승언리상여 (泰安承彦里喪輿)                           | 충남 태안군 안면읍 승언리                        | 승언리부락                  | 1990년 5월 24일 지정                                                       |      |
| 316호 |                    | 염선재 (念先齋)                                           | 충남 계룡시                                      | 김형중                      | 1990년 9월 27일 지정                                                       |      |
| 317호 |                    | 대천왕대사마애불 (大川王臺寺磨崖佛)                       | 충남 보령시 내항동 767-10                        | 왕대사                      | 1990년 9월 27일 지정                                                       |      |
| 318호 |                    | 홍진도선생영정 (洪振道先生影幀)                           | 충남 천안시 성남면 봉양리619                     | 홍만화                      | 1990년 12월 31일 지정                                                      |      |
| 319호 |                    | 강민첨장군묘 (姜民瞻將軍墓)                               | 충남 예산군 대술면 이치리 산34                   | 강태생                      | 1990년 12월 31일 지정                                                      |      |
| 320호 |                    | 이지함선생묘 (李之函先生墓)                               | 충남 보령시 주교면 고정리 산27-3                 | 이계원                      | 1992년 8월 17일 지정                                                       |      |
| 321호 |                    | 공주숙종대왕태실비 (公州肅宗大王胎室碑)                   | 충남 공주시 태봉동 64-1                          | 공주시                      | 1992년 12월 8일 지정                                                       |      |
| 322호 |                    | 윤시영선생홍양일기 (尹始永先生洪陽日記)                   | 충남 서산시 읍내동 444                           | 윤찬구                      | 1992년 12월 8일 지정                                                       |      |
| 323호 |                    | 봉곡사대웅전및고방 (鳳谷寺大雄殿및庫房)                   | 충남 아산시 송악면 유곡리 595                    | 봉곡사                      | 1993년 7월 20일 지정                                                       |      |
| 324호 |                    | 추포선생종가문서 (秋浦先生宗家文書)                       | 충남 부여군 부여읍 용정리 산10                   | 황용주                      | 1993년 7월 2일 지정, 1998년 12월 29일 해제, 국립박물관 기증                |      |
| 325호 |                    | 권성선생영정 (權惺先生影幀)                               | 충남 서천군 기산면 화산리 152                    | 안동권씨종중                | 1993년 11월 12일 지정                                                      |      |
| 326호 |                    | 탑선리석탑 (塔仙里石塔)                                   | 충남 금산군 금산면 중도리                        | 금산군                      | 1993년 11월 12일 지정                                                      |      |
| 327호 |                    | 아인리석탑 (衙仁里石塔)                                   | 충남 금산군 금산면 아인리                        | 금산군                      | 1993년 11월 12일 지정                                                      |      |
| 328호 |                    | 연산송정리마애삼존불 (連山松亭里磨崖三尊佛)               | 충남 논산시 연산면 송정리                        | 이상순                      | 1993년 12월 31일 지정                                                      |      |
| 329호 |                    | 익안대군영정 (益安大君影幀)                               | 충남 논산시 연산면 화악리                        | 전주이씨종중                | 1993년 12월 31일 지정                                                      |      |
| 330호 |                    | 당진한갑동가옥 (唐津韓甲東家屋)                           | 충남 당진시 우강면 원치리                        | 한명우                      | 1993년 12월 31일 지정                                                      |      |
| 331호 |                    | 조익선생일괄유물 (趙翼先生一括遺物)                       | 충남 예산군 신양면 신양리 177                    | 풍양조씨포저공파            | 1994년 11월 4일 지정                                                       |      |
| 332호 |                    | 한명회선생신도비 (韓明會先生神道碑)                       | 충남 천안시 수신면 속창리 산 11-1                | 한희현                      | 1994년 11월 4일 지정                                                       |      |
| 333호 |                    | 외암선생문집판각 (巍巖先生文集板刻)                       | 충남 아산시 송악면 강당리                        | 예산이씨종중                | 1994년 11월 4일 지정                                                       |      |
| 334호 |                    | 봉서사소조삼존불상 (鳳棲寺塑造三尊佛像)                   | 충남 서천군 한산면 호암리 195                    | 봉서사                      | 1994년 11월 4일 지정                                                       |      |
| 335호 | 금산 천내리 고인돌 | 금산천내리고인돌 (錦山天內里고인돌)                       | 충남 금산군 제원면 천내리 407-5                  | 금산군                      | 1995년 3월 6일 지정                                                        |      |
| 336호 |                    | 금산용화리고인돌 (錦山龍化里고인돌)                       | 충남 금산군 제원면 용화리 502-1                  | 금산군                      | 1995년 3월 6일 지정                                                        |      |
| 337호 |                    | 금산대원정사 (錦山大圓精舍)                               | 충남 금산군 금산읍 상리 45-5                     | 대원정사                    | 1995년 3월 6일 지정                                                        |      |
| 338호 |                    | 이심원충신정려현판 (李深源忠臣旌閭懸板)                   | 충남 계룡시                                      | 전주이씨주계군종중          | 1995년 3월 6일 지정                                                        |      |
| 339호 |                    | 복한효자비 (卜僩孝子碑)                                   | 충남 홍성군 금마면 신곡리 211-4                  | 면천복씨                    | 1995년 10월 7일 지정                                                       |      |
| 340호 |                    | 홍성임득의장군묘 (洪城林得義將軍墓)                       | 충남 홍성군 서부면 판교리 95-1                   | 평택임씨평성군파            | 1995년 10월 7일 지정                                                       |      |
| 341호 |                    | 민입암집판각 (閔立巖集板刻)                               | 충남 부여군 규암면 모리 290                      | 민병선                      | 1995년 10월 7일 지정                                                       |      |
| 342호 |                    | 신원사괘불 (新元寺掛佛)                                   | 충남 공주시 계룡면 양화리                        | 신원사                      | 1996년 2월 27일 지정, 1997년 9월 22일 해제, 국보 제299호로 재지정          |      |
| 343호 |                    | 갑사괘불 (甲寺掛佛)                                       | 충남 공주시 계룡면 중장리                        | 갑사                        | 1996년 2월 27일 지정, 1997년 9월 22일 해제, 국보 제298호로 재지정          |      |
| 344호 |                    | 장곡사괘불 (長谷寺掛佛)                                   | 충남 청양군 대치면 장곡리                        | 장곡사                      | 1996년 2월 27일 지정, 1997년 9월 22일 해제, 국보 제300호로 재지정          |      |
| 345호 |                    | 마곡사괘불 (麻谷寺掛佛)                                   | 충남 공주시 사곡면 운암리                        | 마곡사                      | 1996년 2월 27일 지정, 1997년 8월 8일 해제, 보물 제1260호로 재지정          |      |
| 346호 |                    | 용봉사괘불 (龍鳳寺掛佛)                                   | 충남 홍성군 홍북읍 신경리                        | 용봉사                      | 1996년 2월 27일 지정, 1997년 8월 8일 해제, 보물 제1262호로 승격            |      |
| 347호 |                    | 광덕사괘불 (廣德寺掛佛)                                   | 충남 천안시 광덕면 광덕리                        | 광덕사                      | 1996년 2월 27일 지정, 1997년 8월 8일 해제, 보물 제1261호로 재지정          |      |
| 348호 |                    | 개심사괘불 (開心寺掛佛)                                   | 충남 서산시 운산면 신창리                        | 개심사                      | 1996년 2월 27일 지정, 1997년 9월 22일 해제, 국보 제300호로 재지정          |      |
| 349호 |                    | 홍대용선생생가지 (洪大容先生生家址)                       | 충남 천안시 수신면 장산리                        | 천안시                      | 1996년 2월 27일 지정                                                       |      |
| 350호 |                    | 충헌공윤전재실 (忠憲公尹烇齋室)                           | 충남 논산시 노성면 명재로422번길 5               | 파평윤씨충헌공파종중        | 1996년 11월 30일 지정                                                      |      |
| 351호 |                    | 신임일기 (辛任日記)                                       | 충남 논산시 부적면 부황리 164                    | 파평윤씨충헌공파종중        | 1996년 11월 30일 지정                                                      |      |
| 352호 |                    | 서산 숭덕사 (瑞山 崇德祠)                                 | 충남 서산시 부석면 강당리 312                    | 전주이씨종친회              | 1996년 11월 30일 지정                                                      |      |
| 353호 |                    | 김한종의사생가지 (金漢鍾義士生家址)                       | 충남 예산군 광시면 장신신흥길 283-14(신흥리 70)  | 김경식                      | 1996년 11월 30일 지정                                                      |      |
| 354호 |                    | 홍성연산서씨석보 (洪城連山徐氏石譜)                       | 충남 홍성군 홍성읍 아문길 27, 홍주성역사관       | 연산서씨종중                | 1997년 8월 5일 지정                                                        |      |
| 355호 |                    | 천안노은정 (天安老隱亭)                                   | 충남 천안시 병천면 도원리                        | 안동김씨종중                | 1997년 8월 5일 지정                                                        |      |
| 356호 |                    | 천안장산리석불입상 (天安長山里石佛立像)                   | 충남 천안시 수신면 장산리643-26                  | 장산리마을                  | 1997년 8월 5일 지정                                                        |      |
| 357호 |                    | 화순최씨참판공재실 (和順崔氏參判公齋室)                   | 충남 연기군 금남면 도암영곡길 89-25              | 화순최씨종중                | 1997년 12월 23일 지정, 2012년 7월 1일 해제, 세종 문화재자료 제9호로 재지정 |      |
| 358호 |                    | 개심사심검당 (開心寺尋劍堂)                               | 충남 서산시 운산면 신창리1                       | 개심사                      | 1997년 12월 23일 지정                                                      |      |
| 359호 |                    | 파평윤씨덕포공재실 (坡平尹氏德浦公齋室)                   | 충남 논산시 노성면 병사리121                     | 파평윤씨덕포공종중          | 1997년 12월 23일 지정                                                      |      |
| 360호 |                    | 홍성장곡산성 (洪城長谷山城)                               | 충남 홍성군 장곡면 산성리 산28-2외               | 홍성군                      | 1998년 7월 25일 지정                                                       |      |
| 361호 |                    | 홍성구절암마애불 (洪城九節庵磨崖佛)                       | 충남 홍성군 구항면 지정리 산101-2                | 구절암주지                  | 1998년 7월 25일 지정                                                       |      |
| 362호 |                    | 유효걸장군영정및교지 (柳孝傑將軍影幀및敎旨)               | 충남 천안시 원성동 470-8                         | .                           | 1998년 7월 25일 지정                                                       |      |
| 363호 |                    | 김임신도비 (金임神道碑)                                   | 충남 논산시 노성면 호암리 산5                    | 고령김씨 송암공파           | 1998년 12월 29일 지정                                                      |      |
| 364호 |                    | 흑성산성 (黑城山城)                                       | 충남 천안시 목천면 교촌리 산32-1외               | .                           | 2000년 1월 11일 지정                                                       |      |
| 365호 |                    | 당진포진성 (唐津浦鎭城)                                   | 충남 당진시 고대면 당진포리                      | 당진시                      | 2000년 1월 11일 지정                                                       |      |
| 366호 |                    | 돈암서원 원정비 (遯巖書院 院庭碑)                         | 충남 논산시 연산면 임리 74                       | 돈암서원                    | 2000년 1월 11일 지정                                                       |      |
| 367호 |                    | 논산영모재 (論山永慕齋)                                   | 충남 논산시 연산면 고정리 148                    | 광산김씨종중                | 2000년 1월 11일 지정                                                       |      |
| 368호 |                    | 홍산태봉산성 (鴻山胎封山城)                               | 충남 부여군 부여읍 홍산면 북촌리 산12            | 부여군                      | 2000년 1월 11일 지정                                                       |      |
| 369호 |                    | 부여천진전단군화상 (扶餘天眞殿檀君畵像)                   | 충남 부여군 부여읍 동남리 산16 국립부여박물관    | .                           | 2000년 1월 11일 지정                                                       |      |
| 370호 |                    | 부여계성군영정 (扶餘鷄城君影幀)                           | 충남 부여군 홍산면 조현리 영모당                 | .                           | 2000년 1월 11일 지정                                                       |      |
| 371호 |                    | 부여저동리쌀바위 (扶餘苧洞里쌀바위)                       | 충남 부여군 내산면 저동리 산33-5외 1필지         | 미암사                      | 2000년 1월 11일 지정                                                       |      |
| 372호 |                    | 보령죽청리고인돌 (保寧竹淸里고인돌)                       | 충남 보령시 웅천읍 죽청리 363-3                  | 보령시                      | 2000년 9월 20일 지정                                                       |      |
| 373호 |                    | 보령성주사지석불입상 (保寧聖住寺址石佛立像)               | 충남 보령시 성주면 성주리 73                     | 보령시                      | 2000년 9월 20일 지정                                                       |      |
| 374호 |                    | 보령백운사부도 (保寧白雲寺浮屠)                           | 충남 보령시 성주면 성주리 산35-2                 | 백운사                      | 2000년 9월 20일 지정                                                       |      |
| 375호 |                    | 공주순천박씨공신록권2책 (公州順天朴氏功臣錄券2冊)         | 충남 공주시 계룡면 양화리 500                    | 박상동                      | 2000년 9월 20일 지정                                                       |      |
| 376호 |                    | 공주영은사아미타후불탱화 (公州靈隱寺阿彌陀後佛幀畵)       | 충남 공주시 금성동11-3                           | 영은사                      | 2001년 6월 30일 지정                                                       |      |
| 377호 |                    | 공주영은사칠성탱화 (公州靈隱寺七聖幀畵)                   | 충남 공주시 금성동11-3                           | 영은사                      | 2001년 6월 30일 지정                                                       |      |
| 378호 |                    | 연산영사재 (連山永思齋)                                   | 충남 논산시 연산면 고정리 287                    | 광산김씨대사간공파종중      | 2002년 1월 10일 지정                                                       |      |
| 379호 |                    | 두마신원재 (豆磨愼遠齋)                                   | 충남 계룡시                                      | 광산김씨묵옹공파종중        | 2002년 1월 10일 지정                                                       |      |
| 380호 |                    | 무량사극락전삼장보살탱 (無量寺極樂殿三壯菩薩幀)           | 충남 부여군 외산면 만수리 116                    | .                           | 2002년 1월 10일 지정                                                       |      |
| 381호 |                    | 무량사구지 (無量寺舊址)                                   | 충남 부여군 외산면 만수리 96-1                   | 무량사                      | 2002년 1월 10일 지정                                                       |      |
| 382호 |                    | 예산 일산 이수정 (禮山 一山 二水停)                       | 충남 예산군 서계양리 106                         | 전주이씨판서공파종중        | 2002년 8월 10일 지정                                                       |      |
| 383호 |                    | 논산 영사재 (論山 永思齋)                                 | 충남 논산시 상월면 대우리 163-1                  | 반남박씨종중                | 2003년 10월 30일 지정                                                      |      |
| 384호 |                    | 수덕사 소장 소조불상좌상 (修德寺 所藏 塑造佛像坐像)       | 충남 예산군 덕산면 사천리 산20 수덕사 근역성보관 | 수덕사 주지                 | 2003년 10월 30일 지정                                                      |      |
| 385호 |                    | 개심사 금동여래좌상 (開心寺 金銅如來坐像)                 | 충남 예산군 덕산면 사천리 산20 수덕사 근역성보관 | 수덕사 주지                 | 2003년 10월 30일 지정                                                      |      |
| 386호 |                    | 천안성불사석조보살좌상 (天安成佛寺石造菩薩坐像)           | 충남 천안시 안서동 178-8                         | 성불사 주지                 | 2004년 4월 10일 지정                                                       |      |
| 387호 |                    | 부여용당리우물 (扶餘龍堂里우물)                           | 충남 부여군 구룡면 용당리 858-1                  | 부여군수                    | 2004년 4월 10일 지정                                                       |      |
| 388호 |                    | 논산석성수탕석교 (論山石城水湯石橋)                       | 충남 논산시 성동면 원북리 618                    | 논산시장                    | 2004년 4월 10일 지정                                                       |      |
| 389호 |                    | 부여무량사명부전 (扶餘無量寺冥府殿)                       | 충남 부여군 외산면 만수리 116                    | 무량사 주지                 | 2004년 4월 10일 지정                                                       |      |
| 390호 |                    | 공주 이유태 유허지 (公州 李惟泰 遺虛地)                   | 충남 공주시 상왕동 339-4외9필지                  | 초려이유태선생기념사업회    | 2004년 10월 30일 지정                                                      |      |
| 391호 |                    | 논산 윤황선생 재실 (논산 윤황선생 재실)                   | 충남 논산시 노성면 장구리 37                     | 파평윤씨 노종파 문정공 종중 | 2004년 10월 30일 지정                                                      |      |
| 392호 |                    | 은석사아미타극락도 (銀石寺阿彌陀極樂圖)                   | 충남 천안시 북면 은지리 산1-1                    | 은석사                      | 2005년 10월 31일 지정                                                      |      |
| 393호 |                    | 천안 이귀·이시백영정 (天安 李貴·李時白 影幀)              | 충남 천안시                                      | 천안박물관                  | 2005년 10월 31일 지정                                                      |      |
| 394호 |                    | 김종서유허지 (金宗瑞遺墟地)                               | 충남 공주시 의당면 월곡리 138-2외                | 공주시                      | 2005년 10월 31일 지정                                                      |      |
| 395호 |                    | 아산 인취사 석조 아미타삼존불상                           | 충남 아산시 신창면 읍내리 84                     | 대한불교조계종인취사        | 2005년 10월 31일 지정                                                      |      |
| 396호 |                    | 백파이상영당 및 승무제 (백파이상영당)                     | 충남 논산시 벌곡면 조령리 56                     | 전주이씨종중                | 2005년 10월 31일 지정                                                      |      |
| 397호 |                    | 공주 보광사 산신도 (公州 普光寺 山神圖)                   | 충남 공주시 장기면 은용리 400-1                  | 보광사                      | 2007년 9월 20일 지정, 2012년 7월 1일 해제, 세종 문화재자료 제11호로 재지정 |      |
| 398호 |                    | 서천영수암목조보살좌상                                    | 충남 서천군                                      | 영수암주지                  | 2007년 9월 20일 지정                                                       |      |
| 399호 |                    | 서천청절사                                                | 충남 서천군                                      | 기계유씨종중                | 2008년 4월 10일 지정                                                       |      |
| 400호 |                    | 태안 법정사 목조관음보살좌상 (泰安法淨寺木造觀音菩薩坐像) | 충남 태안군 고남면 장곡리 163-3                  | 법정사 주지                 | 2009년 1월 20일 지정                                                       |      |